# Loris (zoologia)
Loris (E. Geoffroy, 1796) è un genere di primati della famiglia dei Lorisidi.

## Descrizione
Questi animali sono lunghi circa 25 cm. Il corpo è a forma di fagiolo, dal quale spuntano quattro zampe esili ed allungate; la testa ha un muso corto e appuntito sovrastato da due enormi occhi posti in posizione frontale, assai ravvicinati fra loro: attorno agli occhi è presente una mascherina marrone che si allunga a triangolo verso l'alto, dando all'animale una perenne espressione triste.

## Biologia
Hanno un'andatura estremamente cauta e lenta: le zampe vengono tenute rannicchiate sotto il corpo, sicché mentre l'animale avanza pare che ad ogni passo lotti contro una resistenza interna che lo spingerebbe a restare perennemente immobile.

Quando tuttavia si tratta di afferrare una preda, la flemma sparisce e diventano così assai agili nei movimenti (seppur non li vedremo mai saltare di ramo in ramo come i galagoni).
Si tratta di animali solitari, notturni ed arboricoli: quando due esemplari si incontrano, si "abbracciano" a lungo.

## Tassonomia
Al genere sono ascritte due specie:
- Loris lydekkerianus - lori grigio
- Loris tardigradus - lori gracile

La specie L. lydekkerianus è sorta recentemente per scorporo delle sottospecie continentali di L. tardigradus, che resterebbe limitata all'isola di Ceylon. Alcuni autori sostengono la validità di tale classificazione passata e sono per un nuovo declassamento di L. lydekkerianus a sottospecie.